# Trilobiti
Trilobiti (název podle těla tvořeného třemi laloky – prostředním a dvěma bočními) jsou třída vyhynulých členovců patřící do vyhynulého podkmene Trilobitomorpha – jsou jednou z jejich vývojových větví. Objevili se ve starších prvohorách (kambrium), asi před 550 až 530 milióny lety. Vznik a první vývojová radiace a diverzifikace těchto živočichů jsou však stále poněkud tajemné a nejsou dobře doložené. Poslední trilobiti patrně vyhynuli na konci prvohor během katastrofy na rozhraní permu a triasu (před 252 miliony let). Jednalo se o výlučně mořské živočichy, jejichž článkované tělo bylo pokryto mineralizovaným exoskeletem. Exoskelet trilobiti v průběhu růstu svlékali a odhazovali.

## Význam a charakteristika
Trilobiti patří mezi typické prvohorní živočichy – největšího rozkvětu dosáhli ve svrchním kambriu a ordoviku, další vrchol nastal v devonu. V permu přežívala už jen jediná čeleď Phillipsiidae, při velkém vymírání na konci permu trilobiti nadobro zmizeli. Dosahovali velikosti od 1 milimetru až po 90 centimetrů.
Název „trilobit“ zavedl v roce 1771 Johann Ernst Immanuel Walch, ale vědecky přijat byl až počátkem 19. století.
Třída se skládá z devíti uznaných řádů, více než 150 čeledí, více než 5000 rodů a více než 15 000 popsaných druhů. Každý rok jsou nalézány a popsány nové druhy. Jejich různorodost činí z trilobitů nejrozmanitější skupinu ze všech zaniklých organismů vůbec. Největším známým trilobitem s tělem o délce více než 70 centimetrů je Isotelus rex ze svrchně ordovických usazenin Severní Ameriky.

## Vzhled a způsob života

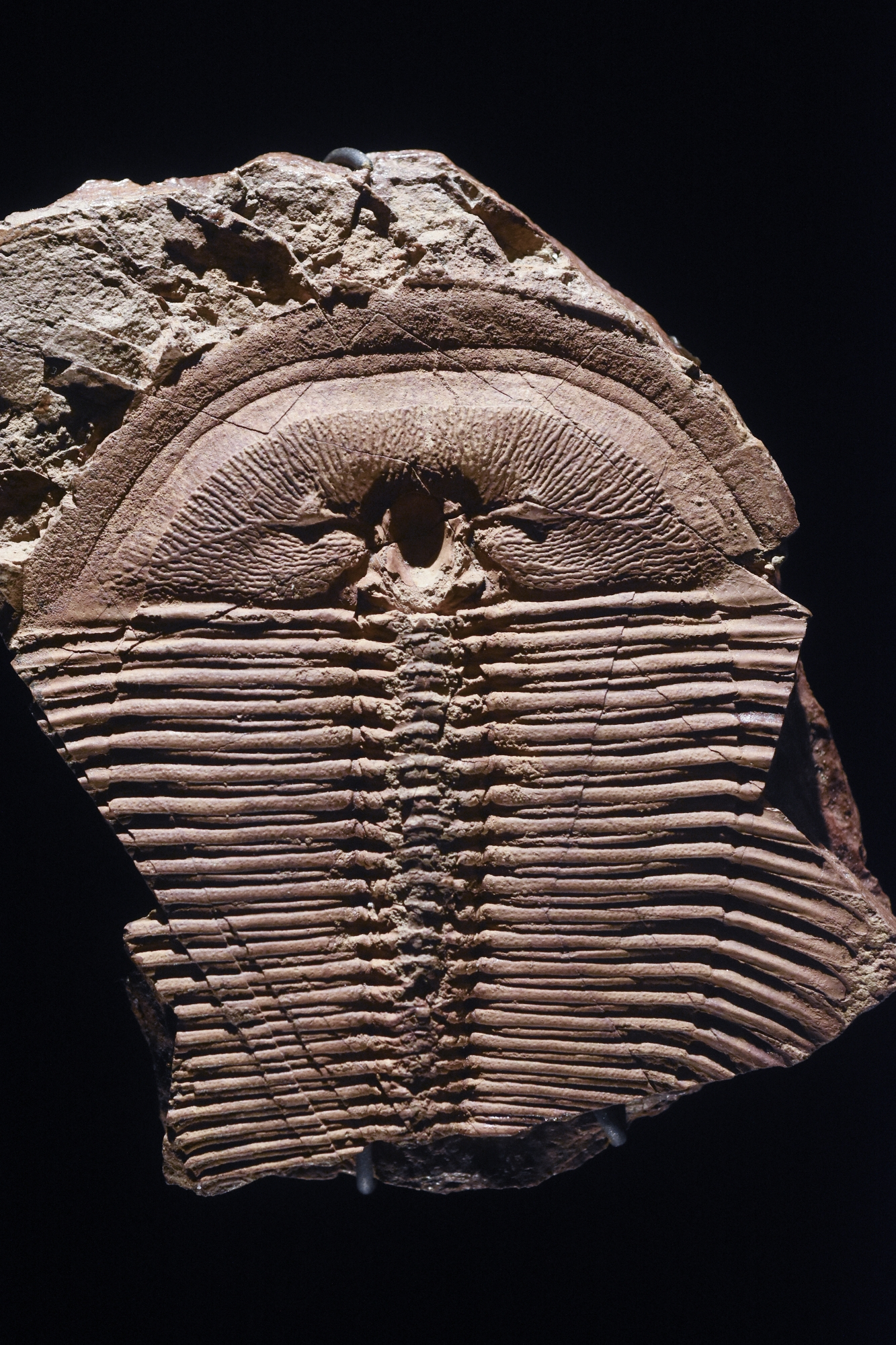
trilobit druhu Harpidemis grimmi

Trilobiti byli bentičtí živočichové (žijící při dně); pozdější druhy byly i hlubinné, další (především silurské druhy) se vznášely v chomáčích řas a mořských rostlin. Po dně se pohybovali kráčením spíše než plaváním. Jejich tělo bylo tvořeno hlavou (cephalon) a třemi podélnými laloky (axilárním a 2 plurálními po stranách) dělenými na tělo (thorax) a zadeček (pygidium). Měli mnoho nespecializovaných dvouvětevných nohou se žábrami. Mohli se stáčet do klubíčka a chránit se tak při napadení. Mezi jejich úhlavní nepřátele patřili velcí hlavonožci, dále dravé ryby, draví členovci dinokaridi (např. rod Anomalocaris) atd.

## Nálezy

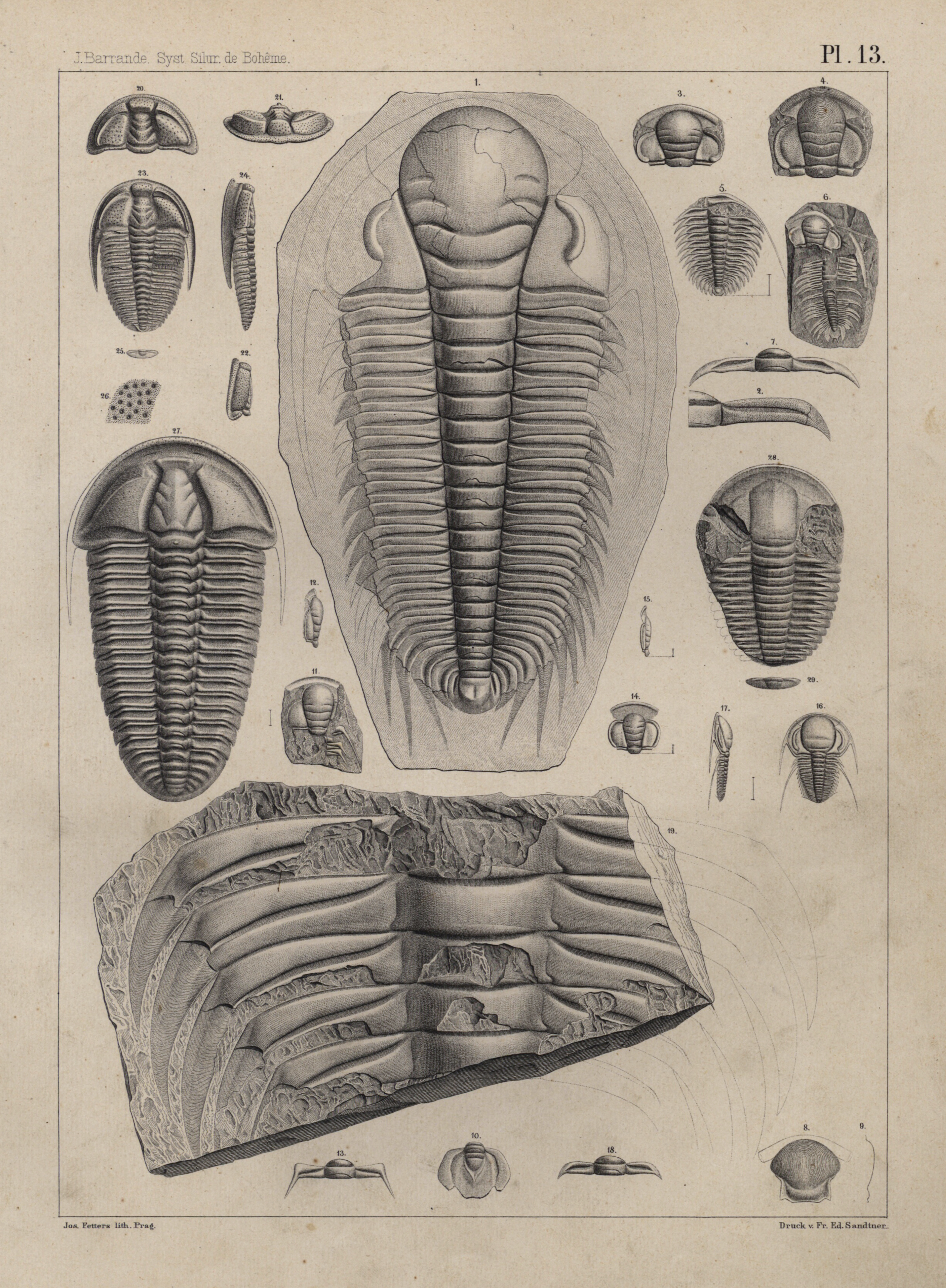
Litografická tabule z prvního svazku Système silurien du centre de la Bohême (Silurský systém středních Čech) od Joachima Barranda z roku 1852, věnovaného trilobitům

Zachoval se po nich bohatý paleontologický materiál. Velká naleziště trilobitů jsou také v Čechách i na Moravě, nejvíce v oblasti zvané Barrandien (oblast mezi Prahou a Plzní), jehož centrální částí je Český kras. V České republice je nejběžnějším trilobitem Ellipsocephalus hoffi (Jince). Výzkumem českých trilobitů proslul v 19. století zejména francouzský inženýr a přírodovědec Joachim Barrande. Poměrně vzácný je nález celého krunýře, protože jednotlivé články byly u sebe drženy šlachami, které se rozpadly a krunýř se rozdělil na několik částí. Aby k tomu nedošlo, musel být krunýř přikryt velmi brzy nánosem písku nebo bahna. Také sopečný popel mohl umožnit dobré zachování fosilie.

## Potrava
Trilobiti neměli kusadla, potravu si cpali do úst jakýmsi víčkem na spodní straně horního okraje hlavy (rostrum). Někteří se živili detritem (drobným materiálem v kalu u dna), jiní byli draví a napadali jiné trilobity (řád Redlichiida). Ke kousání používali ostré kyčle na svých předních nohách (u dravých druhů).

## Výskyt v Česku
Trilobity lze nalézt na téměř celém území Barrandienu. Mnoho trilobitů, zejména druh Ellipsocephalus hoffi, lze nalézt v Jincích. Oblast velkou částí zasahuje do vojenského prostoru Brdy a je chráněna pod několikatisícovou pokutou. Další chráněnou lokalitou je Mořina. Jednou z dobrých nechráněných lokalit je lom Mušlovka v Dalejském údolí v Praze. Zde se dají nalézt trilobiti v hojném počtu, ale převažují především loděnkovití hlavonožci.
Poměrně velké množství (45) nových druhů trilobitů bylo také objeveno a naleziště byla zmapována severovýchodně od Brna (Hády, lom Mokrá) profesorem Ivo Chlupáčem.